# Blies-Ébersing
Blies-Ébersing är en kommun i departementet Moselle i regionen Grand Est (tidigare regionen Lorraine) i nordöstra Frankrike. Kommunen ligger i kantonen Sarreguemines-Campagne som tillhör arrondissementet Sarreguemines. År 2022 hade Blies-Ébersing 600 invånare.

## Befolkningsutveckling
Antalet invånare i kommunen Blies-Ébersing
| Referens: INSEE |